# Pseudomesochra affinis
Pseudomesochra affinis is een eenoogkreeftjessoort uit de familie van de Pseudotachidiidae. De wetenschappelijke naam van de soort is voor het eerst geldig gepubliceerd in 1920 door Sars G.O..